# Margarida III da Flandres
Margarida III (Male, 13 de abril de 1350 – Arras, 16 de março de 1405) foi condessa da Flandres, de Nevers, de Rethel (como Margarida III) e de Artésia e condessa palatina da Borgonha (como a segunda de seu nome), e duas vezes duquesa consorte da Borgonha. Por sua mãe (Margarida de Brabante, filha de João III, Duque de Brabante), também era herdeira dos Ducados de Brabante e Limburgo.

## Biografia
Margarida era filha e herdeira de Luís de Male, conde de Flandres, de Nevers e de Rethel, e de Margarida de Brabante. Seu pai esperava um bravo menino, mas deparou-se com a pequena menina nos braços de sua mãe. Embora sua esposa pensasse que o conde ficaria bravo, ele se encantou pelos olhos da menina, que eram castanhos esverdeados.
Em 14 de março de 1357, aos sete anos, foi casada com Filipe I, Duque da Borgonha, de onze anos. Ele também era conde palatino da Borgonha e de Artésia e tornar-se-ia também conde de Auvérnia e de Bolonha.
Com 11 anos, Margarida enviuvou, e, uma vez que Filipe era o último homem de sua família, o Ducado da Borgonha foi herdado pelo rei João II da França. Em 1363, o ducado foi passado para Filipe, o filho mais novo do rei, que subsequentemente veio a desposar a duquesa viúva, em 19 de junho de 1369, em Gante. Anteriormente, ele fora duque de Touraine, e tornou-se depois conde de Charolais.
O casamento fora totalmente arranjado; nem ela e nem ele tinham grande atração, já que preferia ter casado com um inglês ou com um ibérico. Foi sua avó, Margarida da França, que persuadiu seu pai a fazer esse casamento. No dia-a-dia tratavam-se cordialmente.
Quando o pai de Margarida morreu, em 1384, ela e Filipe herdaram os Condados de Artésia, da Borgonha, de Nevers e de Rethel. Embora sua participação política fosse equivalente a nada, Margarida sempre estava sabendo do que se passa em Flandres.
Margarida morreu aos 54 anos, um ano depois de seu marido, e seu corpo foi sepultado na Colegiada de São Pedro de Lille

## Filhos
Margarida e Filipe II tiveram os seguintes filhos:
- João, Duque da Borgonha (28 de maio de 1371 - assassinado em 10 de setembro de 1419), marido de Margarida da Baviera;
- Carlos (1372 - 1373);
- Margarida de Borgonha, Duquesa da Baviera (outubro de 1374 - 8 de marços de 1441), esposa de Guilherme II da Baviera, mãe de Jaqueline de Hainaut;
- Luís (maio de 1377 - 10 de janeiro de 1378);
- Catarina de Borgonha (abril de 1378 - 24 de janeiro de 1425), casada com o duque Leopoldo IV, Duque da Áustria
- Bona (1379 - 10 de setembro de 1399), foi noiva de João I, duque de Bourbon;
- Antônio, duque de Brabante (agosto de 1384 - 25 de outubro de 1415), casado primeiramente com Joana de St.Pol, filha de Waleran II de Luxemburgo, Conde de Ligne e depois com Isabel de Görlitz, filha de João de Görlitz e neta de Carlos IV, imperador do Sacro Império Romano-Germânico;
- Maria da Borgonha, duquesa de Saboia (setembro de 1386 - 2 de outubro de 1422), esposa de Amadeu VIII de Saboia;
- Filipe II, conde de Nevers (outubro de 1389 - 25 de outubro de 1415), casado primeiramente com Isabel de Coucy, filha de Enguerrando VII de Coucy e depois com Bona de Artésia, filha de Filipe de Artésia, conde d'Eu.

## Castelo de Germolles

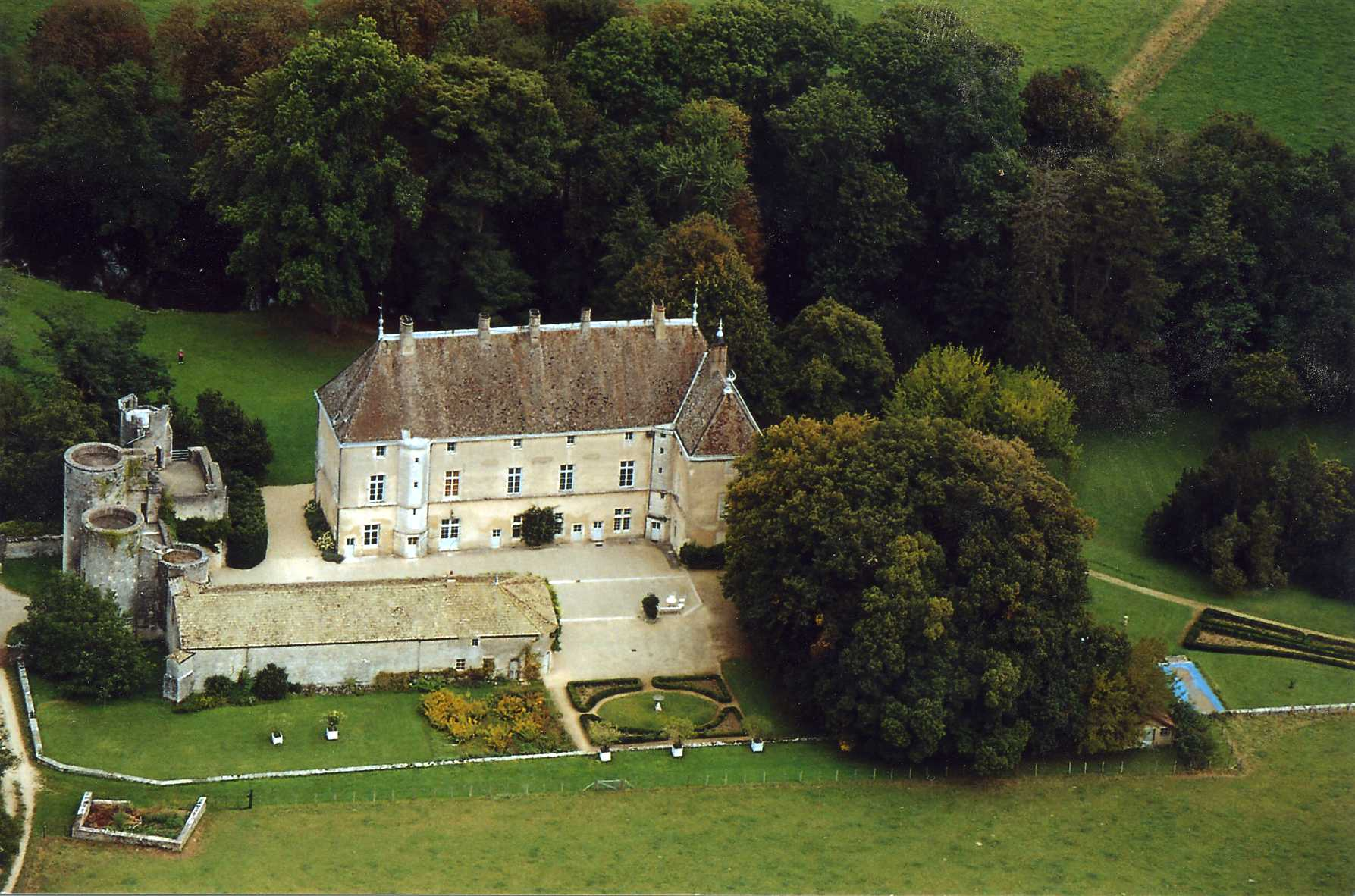
Castelo de Germolles.

Em 1381, o castelo situado em Borgonha foi lhe dado pelo seu marido Filipe II, o qual Margarida decidiu reformar. Para isso, empregou o arquiteto Drouet de Dammartin, os escultores Jean de Marville e Claus Sluter, e o pintor Jean de Beaumetz, que no momento da reforma estavam trabalhando para o seu marido no Monastério de Champmol, na cidade de Dijon. Lá, a Duquesa plantou um grande roseiral, cujas pétalas eram enviadas à Flandres, na Borgonha, para a confecção de água de rosas. Também foi construído um curral para ovelhas, para a produção de lã, com o objetivo de contribuir com a economia de Flandres.